# Caroline Baird
Caroline Baird (apellido de soltera Innes; Cupar, Escocia, 14 de marzo de 1974) es una exatleta paralímpica que representó a Reino Unido en tres Juegos Paralímpicos. Durante su carrera fue reconocida como la mejor velocista de su clase, ganando tres medallas de oro paralímpicas junto con dos títulos de campeonato mundial.

## Vida personal
Baird nació en Cupar, Fife el 14 de marzo de 1974 y se graduó en la Universidad de Dundee. Tiene parálisis cerebral y, tras una exitosa carrera en el atletismo, se retiró del deporte internacional para pasar tiempo con su marido John y criar una familia. La pareja tenía dos hijas, Christy y Connie. Baird recibió una Orden del Imperio Británico en los Honores de Año Nuevo en 2000/2001.

## Carrera deportiva
Baird era miembro del Club de Natación de Cupar y del distrito y representó a Escocia en los Campeonatos Británicos de Natación. Se le animó a practicar atletismo y viajó a los Juegos Mundiales de 1989 en Miami como miembro del Equipo Juvenil Escocés. Su potencial fue reconocido rápidamente. Al año siguiente ganó la plata en los 100 y 200 metros en los Campeonatos Mundiales de Assen.
Compitiendo bajo su nombre de soltera Innes asistió a sus primeros Juegos Paralímpicos de Barcelona 1992. y ganó el oro en los 100 m. Luego compitió en los Campeonatos Mundiales de Berlín en 1994, ganando el bronce en los 100 m y 200 m.
En los Juegos Paralímpicos de Atlanta 1996, Baird retuvo su oro en los 100 m. Logró sus mayores éxitos en el Campeonato Mundial de Birmingham en 1998, ganando el oro en los 200 y 400 metros.
Sus mayores resultados paralímpicos llegaron dos años después en los Juegos Paralímpicos de Sídney 2000. Ganó la plata en los 100 m y triunfó en las distancias de sprint más largas, logrando medallas de oro en las pruebas de 200 m y 400 m. El tiempo de Baird de 1 minuto 16,65 segundos fue un nuevo récord mundial, superando el tiempo anterior por casi seis segundos.
Baird es reconocida como una de las principales velocistas de su clase y fue galardonada con el premio a la Joven Deportista Discapacitada del Año en 1993. Aunque está retirada de la competición internacional, sigue entrenando con el entrenador John Oulton.

## Honores
- Miembro de la Orden del Imperio Británico-2001